# Cuadrilla Nueva, Ometepec
Cuadrilla Nueva är en ort i Mexiko.   Den ligger i kommunen Ometepec och delstaten Guerrero, i den sydöstra delen av landet, 300 km söder om huvudstaden Mexico City. Cuadrilla Nueva ligger 461 meter över havet och antalet invånare är 116.
Terrängen runt Cuadrilla Nueva är kuperad. Runt Cuadrilla Nueva är det ganska tätbefolkat, med 116 invånare per kvadratkilometer. Närmaste större samhälle är Ometepec, 12,6 km väster om Cuadrilla Nueva. Omgivningarna runt Cuadrilla Nueva är en mosaik av jordbruksmark och naturlig växtlighet.